# Portrait d'un homme avec un livre
Portrait d'un homme avec un livre est un tableau peint par Le Corrège en 1522. Il mesure 60,2 cm de haut sur 42,5 cm de large. Il est conservé à la Pinacothèque du château des Sforza à Milan. 